# Марко Кіпрусофф
Марко Кіпрусофф (фін. Marko Kiprusoff; народився 6 лютого 1972, Турку, Фінляндія) — фінський хокеїст, захисник. 
Вихованець хокейної школи ТПС (Турку). Виступав за ТПС (Турку), «ТуТо» (Турку), «Кієкко 67», «Монреаль Канадієнс», «Фредеріктон Канадієнс» (АХЛ), «Мальме», «Клотен», «Нью-Йорк Айлендерс», «Анже», «Будапешт Старс».
У складі національної збірної Фінляндії учасник зимових Олімпійських ігор 1994, учасник чемпіонатів світу 1994, 1995, 1997, 1998, 1999, 2001 і 2003, учасник Кубка світу 1996. У складі молодіжної збірної Фінляндії учасник чемпіонату світу 1992. У складі юніорської збірної Фінляндії учасник чемпіонату Європи 1990.
Бронзовий призер зимових Олімпійських ігор 1994. Чемпіон світу (1995), срібний призер (1994, 1998, 1999, 2001). Чемпіон Фінляндії (1991, 1993, 1995, 1999, 2000), срібний призер (1994). Володар Кубка Європейських чемпіонів (1994).
Брат: Міїкка Кіпрусофф.